# لوفت (فلم)
لوفت هو فيلم غموض بلجيكي من إخراج إريك فان لوي وتأليف بارت دي باو ومن بطولة كوين دي باو، فيليب بيترز، ماتياس شونارتس وفيرل بايتينز، صدر الفيلم في 22 أكتوبر 2008.

## روابط خارجية
- مقالات تستعمل روابط فنية بلا صلة مع ويكي بيانات